# Mitsubishi MU-2

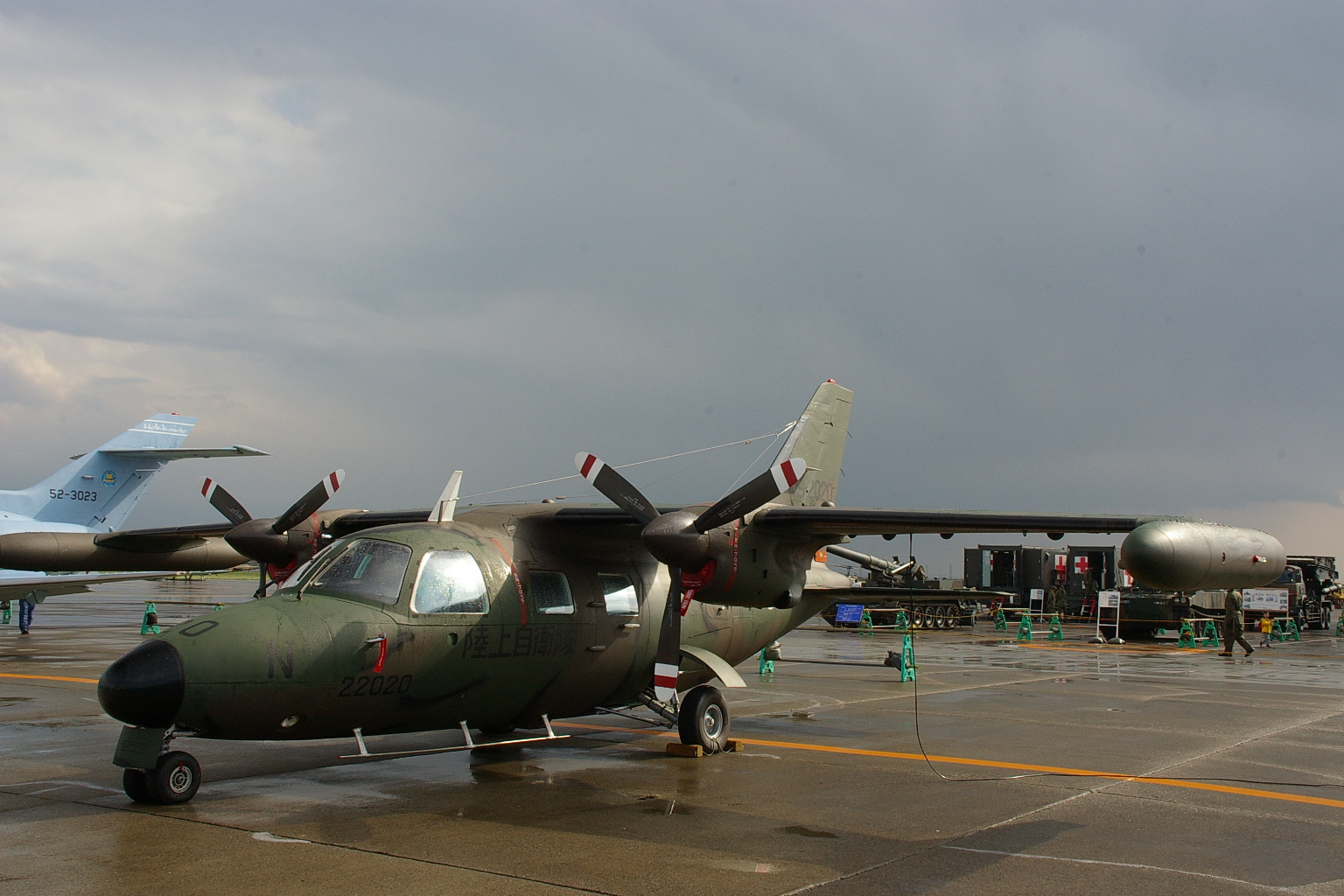
Força Terrestre de Autodefesa do JapãoLR-1

O Mitsubishi MU-2 é um bimotor turboélice de asa alta fabricado pela Mitsubishi. Fez seu voo inaugural em setembro de 1963 e foi produzido até 1986. É uma das aeronaves de maior sucesso do pós-guerra do Japão, com 704 unidades fabricadas no Japão e San Angelo, Texas, nos Estados Unidos.

## Design e desenvolvimento
O desenvolvimento do MU-2, começou em 1956. Concebido como um turboélice de transporte adequado para uma variedade de funções civis e militares, o MU-2 voou pela primeira vez em 14 de setembro de 1963. Este primeiro MU-2, e os três MU-2As construídos, foram equipados com o motor turboélice Turbomeca Astazou, fabricado pela francesa Turbomeca.
MU-2s equipados com motores da Garrett foram certificados como variantes do MU-2B, utilizando a designação MU-2B seguidas de um número. Para fins de marketing, cada variante recebeu um sufixo; o MU-2B-10, por exemplo, foi vendido como MU-2D, enquanto o MU-2B-36A foi comercializado como MU-2N.

### Produção
Em 1963 a Mitsubishi concedeu à Mooney Aircraft os direitos na América do Norte para montar, vender e oferecer suporte ao MU-2. Em 1965, a Mooney criou instalações para montar os MU-2s em sua nova fábrica em San Angelo, no Texas. Os principais componentes foram enviados do Japão, e a fábrica de San Angelo instalava motores, aviônicos e interiores, em seguida, pintava, testava e entregava a aeronave completa aos clientes. Em 1969 a Mooney estava em dificuldades financeiras, e a fabrica de San Angelo foi assumida pela Mitsubishi. A produção nos Estados Unidos terminou em 1986, com a última aeronave japonesa sendo construída e entregue em janeiro de 1987.
A aeronave de produção subsequente, designado MU-2B, foram entregues com os motores Garrett TPE331, que permaneceu como padrão em todos os modelos posteriores. 34 MU-2bs foram construídos, seguido de 18 exemplares do similar MU-2D. As Forças de Autodefesa do Japão (JSDF) compraram quatro unidades despressurizadas do MU-2CS e 16 unidades da variante de busca e salvamento designada MU-2E. Apresentando motores TPE331 atualizados e um pouco mais potentes, 95 unidades do MU-2F foram vendidas.
A partir do MU-2G, a fuselagem foi alongada. O MU-2M, dos quais apenas 28 foram construídos, é tido como o mais resistente e mais desejado de todos os MU-2 de fuselagem curta, especialmente com a conversão para o motor -10. Ele possui a fuselagem curta e os mesmos motores do MU-2K e do MU-2J mais longo, e um aumento no diferencial de pressurização da cabina para 6,0 psi; à este se seguiu o MU-2P, que possuia hélices novas de quatro pás. Os últimos MU-2s de fuselagem curta produzidos foram conhecidos como Solitaires e eram equipados com os motores Garrett TPE331-10-501M de 496 kW (665 shp).
A primeira mudança significativa à estrutura veio com o MU-2G alongado, que voou pela primeira vez em 10 de janeiro de 1969, o qual dispunha de uma fuselagem com 1,91 m (6pés 3pol) mais longa que as versões anteriores; 46 foram construídos antes de serem sucedidos pelo MU-2J mais potente (108 construídos). The MU-2L (29 construídos) era uma variante de peso bruto maior, seguida pelo MU-2N (39 construídos) com motores mais potentes e hélices quadripá. A última versão alongada foi denominada Marquise, e, como o Solitaire, usava o motor TPE331 de 533 kW (715 shp).
397 aeronaves MU-2 estavam registradas nos EUA em 2005.

## Histórico operacional

### Emprego militar

#### Japão
As Forças de Autodefesa do Japão são os únicos operadores militares a empregar o MU-2 para linha de frente. Com 4 unidades do MU-2CS, além de 16 unidades do MU-2KS, que entraram em serviço na Força Terrestre de Autodefesa do Japão (JGSDF) com a designação LR-1, sendo utilizados no transporte e foto-reconhecimento. Foram descomissionadas em 2016. Uma certa quantidade destas aeronaves aposentadas foi colocada como "gate-guardians" em bases da JGSDF. 29 unidades do MU-2ES foram adquiridas pela Força Aérea de Autodefesa do Japão (JASDF) como aeronaves de busca e salvamento, designadas como MU-2S. O Equipamento adicional consistiu de um radome (domo de cobertura da antena) no nariz em forma de "dedal", o aumento da capacidade de combustível, maiores janelas de observação, e uma porta corrediça para o lançamento de botes salva-vidas. Estas unidades foram substituídas em 2008 pelo British Aerospace U-125A. Algumas foram preservadas.

#### Argentina
Quatro MU-2 civis (LV-MCV, LV-MOP, LV-OAN and LV-ODZ) foram adquiridos pela Força Aérea Argentina durante a Guerra das Malvinas. Estas unidades eram desarmadas, mas foram utilizadas durante operações de combate pelo Escuadrón Fénix como aeronaves guia, reconhecedores e retransmissores de comunicações. Dentre essas missões, voaram como aeronaves guia em substituição aos IA-58 Pucará perdidos nos ataques à Ilha Borbón (Pebble island).

#### Nova Zelândia
No final de 2009 a Força Aérea Real da Nova Zelândia (RNZAF) recebeu quatro aeronaves Mitsubishi MU-2F de treinamento dos Estados Unidos da América como treinadores auxiliares. Na RNZAF eles são conhecidos como Mitsubishi MU-2 Sumo. As aeronaves foram transladadas para a Nova Zelândia e estão baseadas no Ala de Treinamento de Solo da RNZAF's (Ground Training Wing - GTW) na Base Woodbourne, próximo à Blenheim, na ilha sul do país.

#### Estados Unidos da América
Desde 1987 os MU-2s têm sido operados por pilotos aposentados da Força Aérea dos EUA (USAF) em contrato com o governo na Air 1st Aviation Companies, Inc. na Base Aérea Tyndall da USAF, na Flórida, onde fornecem aos estudantes de Gerenciamento de Batalha da USAF Weapons Controller School (Escola de Controladores de Armas) suas experiências iniciais controlando aeronaves reais. Nas simulações táticas, as aeronaves utilizadas representam os F-15s e MiG-29s. Os estudantes devem conseguir controlar oito missões de MU-2 antes de prosseguir ao controle de aeronaves de alta performance como os F-15 ou F-22.

### Voo ao redor do mundo
Em 25 de agosto de 2013, Mike Laver, dono e piloto do N50ET (um modelo K de 1974 convertido com um motor −10 e equipado com hélices MT de 5 pás em "compósitos", que havia recebido recentemente um Certificado de Tipo Suplementar (STC) da Air 1st, de Aiken, Carolina do Sul), juntamente com o piloto e editor técnico da AOPA Pilot (uma revista mensal sobre aviação) Mike Collins, embarcou em uma viagem ao redor do mundo a bordo MU-2B-25. A viagem de cicumnavegação de 25 dias começou no Aeroporto Municipal de Aiken (Carolina do Sul), passando por Nagoia, no Japão, em 14 de Setembro de 2013, data do 50º aniversário do MU-2.

### As preocupações com a segurança
Houve preocupações sobre a segurança na operação da aeronave; houve 337 mortes em acidentes com MU-2 [17]. Em outubro de 2005, a Administração Federal de Aviação dos Estados Unidos (FAA) realizou uma avaliação de segurança da aeronave. Concluiu que a aeronave atendia os requisitos de certificação: é segura quando operada por pilotos devidamente treinados que operam aeronaves mantidas de forma adequada. O FAA está em processo de exigir treinamento específico para o MU-2, como aconteceu no passado para outras aeronaves. Quando tal treinamento obrigatório foi exigido fora dos EUA, o registro de acidentes do MU-2 foi melhorado amplamente. 
Como o MU-2 oferece um desempenho muito alto a um custo relativamente baixo, alguns de seus operadores não têm treinamento e experiência suficientes para uma aeronave tão avançada. O MU-2 tem desempenho semelhante ao de uma aeronave a jato de pequeno porte, no entanto a certificação anterior exigia apenas um simples endosso dos certificados de piloto para aeronaves de motor a pistão bimotoras muito mais lentas. O fato de numerosos pilotos MU-2 serem inexperientes em altas velocidades e grandes altitudes parece ter resultado na alta taxa de acidentes. Uma vez que o treinamento específico do tipo se tornou necessário para os pilotos de MU-2, a taxa de acidentes caiu para níveis normais. 
Uma característica de projeto do MU-2 é sua alta velocidade de cruzeiro, embora tenha uma baixa velocidade de pouso. Isso é conseguido usando flaps "double slotted" na extensão total no bordo de fuga da asa. Estes flaps dão ao MU-2 uma área de asa comparável a um Beechcraft King Air em configuração de aterrissagem, enquanto tem uma área de asa comparável a um jato leve no modo de cruzeiro. Os flaps em todo o bordo de fuga exigem spoilers sobre a asa, em vez de ailerons convencionais, para controle de inclinação lateral. 
Os spoilers são altamente eficazes, mesmo quando a asa do MU-2 está em estol. Alguns acidentes fatais ocorreram porque os procedimentos normais de falha de motor para aeronaves bimotoras leves não são aplicáveis ao voar o MU-2. O procedimento comumente ensinado de reduzir o flape após uma falha do motor na decolagem leva a uma redução crítica na sustentação do MU-2 devido aos altamente eficazes flaps double slotted. Quando os pilotos foram instruídos a manter o flap de decolagem e a reduzir a velocidade vertical de subida em caso de falha do motor, as taxas de acidentes do MU-2 foram reduzidas a quase zero. 
De um comunicado de imprensa do FAA: 
"A FAA iniciou uma avaliação agressiva de segurança em julho de 2005. A avaliação está realizando uma análise detalhada de acidentes, incidentes, diretrizes de aeronavegabilidade, relatórios de dificuldade de serviço, recomendações de segurança e relatórios de segurança. Também está examinando os requisitos de treinamento de pilotos, o histórico dos operadores comerciais da aeronave e possíveis problemas no motor. O objetivo é identificar as causas raiz dos acidentes e incidentes com MU-2 e determinar quais ações adicionais de segurança são necessárias."
No início de 2008, o FAA emitiu um Regulamento Federal Aeronáutico Especial (SFAR) dirigido às operações do MU-2B. Os pilotos que voam nesta aeronave após essa data (os atuais pilotos MU-2 teriam um ano para entrar em conformidade) eram obrigados a receber treinamento inicial específico do tipo, bem como treinamento recorrente. A agência também exigiu que um piloto automático totalmente funcional estivesse disponível para operações com apenas um piloto, e que listas de verificação (checklists) e manuais de operação aprovados pelo FAA estivessem a bordo em todos os momentos. Algo incomum neste SFAR em relação aos outros, a experiência do piloto em outros tipos de aeronaves não pode ser usada para atender aos requisitos operacionais do MU-2. Por exemplo, a exigência de realizar pousos nos 90 dias corridos anteriores para poder transportar passageiros é alterada por este SFAR para exigir que estes pousos sejam feitos no MU-2. A partir de 15 de maio de 2017, ocorreram quatro acidentes fatais envolvendo o MU-2 desde que o FAA SFAR (Título 14; Parte 91, SFAR Número 108) foi implementado, a partir de 2008.

## Versões

### Fuselagem curta
XMU-2
Protótipo com motor Astazou, um construído
MU-2A
Aeronave de desenvolvimento com motor Astazou, três construídos.
MU-2B
Versão de produção com motores Garrett TPE331, 34 construídos.
MU-2C (MU-2B-10)
Versão não-pressurizada para a Força Terrestre de Autodefesa do Japão (JGSDF), quatro construídos.
MU-2D (MU-2B-10)
MU-2B aperfeiçoado, maior altitude de operação e tanques de borracha ao invés de integrais, 18 construídos.
MU-2DP (MU-2B-15)
MU-2D com "tip tanks" (tanques de ponta de asa) de 90 US Gal e motores mais potentes, três construídos
MU-2E
Versão não-pressurizada para a as forças armadas Japonesas, designado MU-2S
MU-2F (MU-2B-10)
Versão com motores mais potentes e tip tanks de 90 US Gal, denominado de MU-2DP, mas certificado com maior peso bruto e tanques de combustível adicionais, 95 construídos.
MU-2K (MU-2B-25)
Versão de fuselagem curta do MU-2J, 83 construídos.
MU-2M (MU-2B-26)
Versão revisada do MU-2K com maior peso e maior diferencial de pressurização da cabina, 27 construídos.
MU-2P (MU-2B-26A)
Versão melhorada com hélices de quatro pás e outros aperfeiçoamentos denominado de MU-2N, 31 construídos.
Solitaire (MU-2B-40)
Versão com motores mais potentes e aumento da capacidade de combustível, 57 construídos entre 1979 e 1985.

### Fuselagem longa
MU-2G (MU-2B-30)
Versão alongada com aumento de 1,91m no comprimento, cabina maior e mudança na configuração do trem de pouso, voo inaugural em janeiro de 1969, 46 construídos.
MU-2J (MU-2B-35)
Versão com motores mais potentes, onze polegadas (28 cm) de aumento no comprimento da cabina e maior peso bruto,108 construídos.
MU-2L (MU-2B-36)
Versão revisada do MU-2L com peso maior e maior diferencial de pressurização da cabina.
MU-2N (MU-2B-36A)
Versão melhorada com hélices de quatro pás e outros aperfeiçoamentos, incluindo uma janela extra na cabina, 36 construídos.
Marquise (MU-2B-60)
Versão com motores mais potentes, 139 construídos.
Cavenaugh Cargoliner
Conversões cargueiras das versões de MU-2 de fuselagem longa feitas pela Cavenaugh Aviation Inc., de Conroe, Texas, acrescentando uma porta de tripulante no lugar de uma janela de cockpit e uma grande porta cargueira na parte traseira esquerda da fuselagem. Onze aeronaves foram convertidas em março de 1987.

### Militar
LR-1
Designação militar japonesa para os MU-2C e MU-2K, operados pela JGSDF, 20 entregues.
MU-2S
Designação militar japonesa para um MU-2E de versão busca e salvamento para a força aérea, 29 entregues.

## Aeronaves em exibição
Austrália
- Um MU-2 em exibição no Australian Aviation Heritage Centre, em Aeroporto Internacional de Darwin, Austrália.[20]

Japão
- MU-2A JA8620 a primeira aeronave de produção em exibição no Museu de Ciências de Niigata, Niigata.
- MU-2B-25 JA8628 a quinta aeronave de produção em exibição no Museu de Ciência Aeronáutica, Prefeitura de Chiba, Japão.
- Mitsubishi LR-1 2209/E em exibição no Museu de Aviação e Ciência de Misawa, Aomori, Japão.
- A Mitsubishi LR-1 is on display at Tachikawa Air Base, Tokyo.

Estados Unidos da América
- MU-2 Marquise 1575 o último MU-2 montado nas instalações de San Angelo, Texas. Está atualmente em exibição no Museu Aéreo Spirit of Flight Center em Erie, Colorado.

## Incidentes e acidentes
- Em 24 de março de 1983, um MU-2B-60, registro N72B, estava a caminho de Jacksonville, Flórida, para Atlanta, na Geórgia, a 18.000 pés de altitude. A aeronave estava transportando cheques cancelados e acabara de ser transferida do Centro JAX para o Centro ATL quando desapareceu do radar aproximadamente às 2:30 da manhã. Os destroços estavam espalhados por uma área de três quilômetros. De acordo com o relatório do National Transportation Safety Board (NTSB), a asa direita quebrou para cima e a ala esquerda quebrou para baixo.
- Em 16 de dezembro de 1988, um MU-2B-60 caiu perto de Leonora, na Austrália Ocidental. O piloto e nove passageiros morreram. Em 26 de janeiro de 1990, um MU-2B-60 caiu perto de Meekatharra, na Austrália Ocidental. O piloto e um passageiro morreram. A investigação sobre Leonora foi ampliada para incluir este acidente, uma vez que o mesmo tipo de aeronave caiu em circunstâncias similares.
- Em 19 de abril de 1993, um MU-2 relatou problemas no motor ao voar perto de Dubuque, Iowa. Ele caiu em um silo de fazenda cerca de nove quilômetros ao sul da cidade. Todas as oito pessoas a bordo da aeronave moreram, incluindo o governador de Dakota do Sul, George S. Mickelson. A aeronave de propriedade do governo estava voltando para Dakota do Sul no esforço de lobby do governador em Ohio.
- Em 24 de maio de 2005, um MU-2B-2 prefixo N312MA caiu na decolagem de HIO (Hillsboro, Oregon) matando todos os 4 a bordo. A causa foi estabelecida como uma falha de transmissão no motor esquerdo. O piloto tinha mais de 500 horas no tipo, mas apenas 11 nos 14 anos anteriores ao acidente.
- Em 20 de dezembro de 2005, um MU-2B-36 caiu perto de Terrace, na Colúmbia Britânica. O piloto e o primeiro oficial foram mortos. A investigação do Transportation Safety Board of Canada concluiu que o plenum da câmara de combustão do motor esquerdo se abriu durante a decolagem devido a uma trinca por fadiga, fazendo com que o motor apagasse. A tripulação não conseguiu pousar a aeronave em segurança.
- Em 18 de janeiro de 2010, um MU-2-2B-60 caiu em Ohio na aproximação para o Aeroporto Regional do Condado de Lorain, matando os dois pilotos e ambos os passageiros. Os passageiros eram Don Brown, de 89 anos, inventor de um sistema de grade para montar tetos rebaixados, e sua esposa.
- Em 10 de novembro de 2013, um MU-2-2B-25 caiu em uma floresta perto de Owasso, Oklahoma. Dr. Perry Inhofe, o único ocupante solo, morreu. Ele era filho do senador Jim Inhofe, um Senador Republicano Sênior de Oklahoma. O relatório factual do NTSB afirma que Inhofe não tinha experiência anterior em voos de turbina e que este foi o seu primeiro voo solo depois de completar 11,5 horas de treino. No processo subsequente movido por sua família foi alegado que um dos motores da aeronave falhou, exatamente quando Dr. Inhofe estava tentando fazer sua primeira aterrissagem solo em um MU-2.
- Em 29 de março de 2016, um MU-2-2B-60 operado pela Aero Teknic, uma empresa canadense de manutenção de aeronaves, caiu na aproximação para o aeroporto Îles-de-la-Madeleine, matando o ex-político canadense Jean Lapierre, sua família e os dois pilotos. Juntamente com sua esposa, irmã e dois de seus irmãos, ele estava voando para o funeral de seu pai. Os dois pilotos morreram, incluindo Pascal Gosselin. Embora  um homem tenha sobrevivido ao acidente, ele morreu de um ataque cardíaco após ser retirado dos destroços. O voo partiu do aeroporto Montreal Saint-Hubert Longueuil por volta das 09h30 (horário da Costa Leste dos EUA). Aproximadamente 70 minutos depois (1140 hora do Atlântico), a aeronave colidiu com o terreno a cerca de 2 km do aeroporto Îles-de-la-Madeleine, o destino do voo. O Transportation Safety Board do Canadá abriu a investigação de aviação A16A0032 para este acidente, enviando um grupo de investigadores para o local.
- Em 15 de maio de 2017, um MU-2B-40 Solitaire, registro N220N, desapareceu do radar a cerca de 37 milhas a leste de Eleuthera, enquanto viajava de Aguadilla, Porto Rico para Titusville, na Flórida. Os destroços da aeronave foram encontrados por equipes de busca e resgate da Guarda Costeira dos Estados Unidos no dia seguinte, a cerca de 15 milhas a leste da ilha. Jennifer Blumin, fundadora e CEO do Skylight Group, seus dois filhos pequenos, e seu namorado e piloto da aeronave Nathan Ulrich, co-fundador da Xootr kick scooters e ex-marido de Rae Dawn Chong, foram mortos no acidente.

## Especificações (MU-2L)

### Características gerais
- Tripulação: 1 ou 2 pilotos
- Capacidade de passageiros: 4-12 passageiros
- Comprimento: 12,01 metros
- Envergadura : 11,94 metros
- Altura: 4,17 metros
- Área da asa: 16,55 m²
- Alongamento: 7,71
- Aerofólio: raíz: NACA 64A415; ponta: NACA 63A212[44]
- Peso vazio: 3.433 kg
- Peso Máximo de Rampa: 5.273 kg
- Peso Máximo de Decolagem: 5.250 kg
- Motores: 2 × turboélices Garrett TPE331-6-251M, 540 kW (720 hp) cada
- Hélices: 2 × Hartzell HC-B3TN-5/T10178HB-11, 2,29 m (7 pés 6 pol) de diâmetro, tripás, totalmente embandeiráveis, reversíveis de velocidade constante

### Performance
- Velocidade de Cruzeiro: 547 km/h (340 mph; 295 kn) com 4.175 kg (9.204 lb) à 4.575 m (15.010 pés) máximo
- Velocidade de Cruzeiro Econômica: 483 km/h (300 mph; 261 kn) com 4.175 kg (9.204 lb) à 7.620 m (25.000 pés)
- Velocidade de estol: 185 km/h (115 mph; 100 kn) flaps down
- VNE "Never exceed speed": 462 km/h (287 mph; 249 kn) (velocidade máxima de operação)
- Alcance: 2.334 km (1.450 mi; 1.260 nmi) à 7.620 m (25.000 pés) com tanques de asa e tip plenos, incluindo uma reserva de 30 minutos
- Teto de serviço: 9.020 metros (29.590 pés) bimotor / 4.710 m (15.453 pés) monomotor
- Razão de subida: 13,366 m/s (2.631,1 pés/min) ao nível do mar
- Carga de alar: 317 kg/m²
- Relação potência/peso: 0,22 kW/kg (0,13 hp/lb)
- Distância de Decolagem sobre obstáculo de 50 m (164 ft): 661 m (2.169 pés)
- Distância de Decolagem sobre obstáculo de 50 m (164 ft): 573 m (1.880 pés) com 4.297 kg (9.473 lb)